# Hoàng đế Ấn Độ
Hoàng đế hoặc Nữ hoàng Ấn Độ, là một danh hiệu được các quốc vương Anh sử dụng từ ngày 1 tháng 5 năm 1876 (theo Đạo luật Tước vị Hoàng gia 1876) đến ngày 22 tháng 6 năm 1948 (sau khi Ấn Độ dành được độc lập từ Đế chế Anh). Hình ảnh của Hoàng đế hoặc Nữ hoàng được sử dụng để biểu thị quyền lực của Anh Quốc thông qua sự xuất hiện trên tiền tệ, trong các tòa nhà chính phủ, nhà ga, tòa án, trên các bức tượng, v.v. Bài hát "Chúa phù hộ Nữ hoàng" là bài quốc ca trước đây của Ấn Độ thuộc Anh.
Danh hiệu bị tước bỏ vào ngày 22 tháng 6 năm 1948 với sự ban hành của Đạo luật Độc lập Ấn Độ 1947. Chế độ quân chủ đã bị bãi bỏ khi Cộng hòa Ấn Độ được thành lập vào năm 1950 và Cộng hòa Hồi giáo Pakistan vào năm 1956.